# Comté (Suède)
Pour les articles homonymes, voir Comté.
Pour un article plus général, voir Administration territoriale de la Suède.
En Suède, le comté (en suédois : län) est le premier niveau de subdivision territoriale. Le pays compte vingt-et-un comtés, en 2019. Ces derniers ne correspondent pas aux comtés historiques administrés par la nobesse suédoise.
Les comtés de Suède se subdivisent à leur tour en 290 communes.
Ils correspondent au niveau statistique européen NUTS 3.

## Liste
| Héraldique | Nom français Nom suédois                      | Code | Chef-lieu  | Préfet                                                                                           | Superficie (km2) | Population (2021) |
| ---------- | --------------------------------------------- | ---- | ---------- | ------------------------------------------------------------------------------------------------ | ---------------- | ----------------- |
|            | Comté de Blekinge Blekinge län                | K    | Karlskrona | Ulrica Messing (en)                                                                              | 2 946,4          | 158 974           |
|            | Comté de Dalécarlie (Dalarna) Dalarnas län    | W    | Falun      | Ylva Thörn (en)                                                                                  | 28 188,8         | 288 382           |
|            | Comté de Gävleborg Gävleborgs län             | X    | Gävle      | Per Bill (en)                                                                                    | 18 198,9         | 287 905           |
|            | Comté de Gotland Gotlands län                 | I    | Visby      | Cecilia Schelin Seidegård (en)                                                                   | 3 151,4          | 60 388            |
|            | Comté de Halland Hallands län                 | N    | Halmstad   | Lena Sommestad (en), Brittis Benzler (d), Lars-Erik Lövdén, Karin Starrin (d) et Björn Molin (d) | 5 460,7          | 338 593           |
|            | Comté de Jämtland Jämtlands län               | Z    | Östersund  | Jöran Hägglund (en)                                                                              | 49 341,2         | 131 418           |
|            | Comté de Jönköping Jönköpings län             | F    | Jönköping  | Helena Jonsson (en)                                                                              | 10 495,1         | 366 029           |
|            | Comté de Kalmar Kalmar län                    | H    | Kalmar     | Thomas Carlzon (d)                                                                               | 11 217,8         | 246 637           |
|            | Comté de Kronoberg Kronobergs län             | G    | Växjö      | Ingrid Burman (en)                                                                               | 8 466,0          | 202 350           |
|            | Comté de Norrbotten Norrbottens län           | BD   | Luleå      | Lotta Finstorp (d)                                                                               | 98 244,8         | 249 427           |
|            | Comté d’Örebro Örebro län                     | T    | Örebro     | Maria Larsson (en)                                                                               | 8 545,6          | 305 832           |
|            | Comté d’Östergötland Östergötlands län        | E    | Linköping  | Elisabeth Nilsson (d) et Carl Fredrik Graf (d)                                                   | 10 602,0         | 467 766           |
|            | Comté de Scanie (Skåne) Skåne län             | M    | Malmö      | Anneli Hulthén                                                                                   | 11 034,5         | 1 394 444         |
|            | Comté de Södermanland Södermanlands län       | D    | Nyköping   | Beatrice Ask                                                                                     | 6 102,3          | 300 616           |
|            | Comté de Stockholm Stockholms län             | AB   | Stockholm  | Åsa Ryding (d)                                                                                   | 6 519,3          | 2 402 600         |
|            | Comté d’Uppsala Uppsala län                   | C    | Uppsala    | Göran Enander (en)                                                                               | 8 207,2          | 390 158           |
|            | Comté de Värmland Värmlands län               | S    | Karlstad   | Kenneth Johansson (en)                                                                           | 17 591,0         | 282 911           |
|            | Comté de Västerbotten Västerbottens län       | AC   | Umeå       | Helene Hellmark Knutsson                                                                         | 55 186,2         | 273 075           |
|            | Comté de Västernorrland Västernorrlands län   | Y    | Härnösand  | Gunnar Holmgren (d)                                                                              | 21 683,8         | 244 824           |
|            | Comté de Västmanland Västmanlands län         | U    | Västerås   | Minoo Akhtarzand (en) et Ulrica Gradin (d)                                                       | 5 145,8          | 278 360           |
|            | Comté de Västra Götaland Västra Götalands län | O    | Göteborg   | Anders Danielsson (en)                                                                           | 23 948,8         | 1 738 570         |